# Pycreus bolei
Pycreus bolei är en halvgräsart som beskrevs av Sarah M. Almeida. Pycreus bolei ingår i släktet Pycreus och familjen halvgräs. Inga underarter finns listade i Catalogue of Life.